# 长期雇员
长期雇员是指那些與公司簽訂的勞動契約中沒有規定勞動契約終止期（到達法定退休年齡時契約自動終止）的僱員。长期雇员在中国又称为固定工:89:42和铁饭碗，員工若簽署无固定期限劳动合同後也可以視為長期僱員。在日本则为終身雇用制:42。与长期雇员相对则是合同工、临时工。
长期雇员有時會在公司内輪換工作岗位（輪崗）。长期雇员一般較常見於公共部门（例如公務員）、學術機構、學校（例如终身教授）。私营部门中則較為少見。对中国和日本相关长期雇佣进行研究的作者认为，其在特定历史阶段，“为保持较低失业率、维护社会秩序的稳定”，“发挥过积极的作用”:42。

## 台灣
在台湾，有一些單位組織，如台湾铁路管理局與中华航空公司、中華電信公司等为了节省开支和进行私有化的程序，使很多人认为他们的工作不穩，进而引发了一些罢工等工业行动，而且同时也引发了很多政治争议。但是由於反對改革的阻力太大與複雜的政治因素介入，往往都是雷聲大雨點小。

## 其他地方
在世界大部分地方，在政府工作公务员等為長期僱員。但也有很多国家和地区，开始慢慢地进行公务员合约制，如香港、新加坡等。随着公务员合约制的普及化，長期僱員这个现象正在慢慢的变得更弱。更甚者，当国家破产的情事发生（如希腊），可能发生公务员减薪甚至裁员的可能。